# Dąbie (Włoszczowa)
Pour les articles homonymes, voir Dąbie (homonymie).
Dąbie est une localité polonaise de la gmina et du powiat de Włoszczowa en voïvodie de Sainte-Croix.